# APNG
APNG (Animated Portable Network Graphics) — формат изображений, основанный на формате PNG и предусматривающий возможность хранения анимации, аналогичной используемой в формате GIF, а также цветов прозрачности (прозрачность 8 бит в противовес одному прозрачному цвету в GIF-изображениях).

## История
Спецификация APNG была разработана Стюартом Парментером и Владимиром Вукичевичем из Mozilla Corporation для хранения элементов интерфейса, таких, как анимация загрузки. Mozilla ранее отказалась от MNG (более мощного формата, поддерживающего все возможности APNG) из-за немалого размера MNG-библиотеки; декодер APNG, построенный прямо на библиотеке PNG, был намного меньше.
APNG был плохо встречен людьми, сопровождавшими спецификации PNG и MNG, они подчёркивали, что «PNG — это формат для неподвижных изображений». APNG хранит все кадры, кроме первого, в дополнительных блоках PNG-файла, и ещё не работающие с APNG программы будут игнорировать их. В числе возражений — невозможно договориться с сервером о том, что выдавать, PNG или APNG, сложно отличить один от другого, а старая программа даже не предупредит, что есть дополнительные кадры. Гленн Рэндерс-Персон предложил дать APNG новый MIME-тип наподобие video/png, но Mozilla отказалась от этих предложений в пользу полной обратной совместимости с форматом PNG.
20 апреля 2007 года  PNG Group официально отказалась признать APNG, саботировав голосование. Были ещё несколько предложений простейшего анимационного формата, основанного на PNG, но не прошли и они.
В Mozilla Firefox APNG появился в версии 3, 23 марта 2007 года. Но, поскольку libpng поддерживается всё той же группой PNG, поддержки формата APNG, скорее всего, в ней никогда не будет. Браузер Iceweasel в Debian долго не поддерживал APNG, но и он в 2011 году перешёл с официальной библиотеки на модификацию Mozilla.
Роль Mozilla в продвижении формата APNG сравнивается с ролью Netscape в продвижении анимационного GIF.
Также APNG используется для слайдшоу во многих форматах цифрового радио.
15 марта 2017 поддержка APNG была добавлена в Chromium.
В июне 2025 года в рамках крупного обновления PNG произошла официальная поддержка формата.

## Технические особенности
APNG — это расширенный файл PNG. Первый кадр PNG анимации хранится как обыкновенный поток PNG. Декодеры, не поддерживающие APNG, просто отобразят этот кадр. Все кадры, кроме первого, хранятся в дополнительных блоках (chunks) APNG. Дополнительный блок хранит информацию о количестве кадров и повторений анимации.
Чтобы уменьшить размер, APNG использует промежуточный буфер (спецификация называет его кадровым буфером). Каждый кадр имеет свой режим работы с кадровым буфером:
1. None — сохранять кадр в кадровый буфер.
2. Background — очищать кадровый буфер.
3. Previous — не сохранять кадр в кадровый буфер.

## Поддержка программным обеспечением

### Поддерживают
| Дата            | Программа/версия              |
| --------------- | ----------------------------- |
| 3 октября 2007  | KSquirrel 0.7.2 (позже SAIL ) |
| 19 декабря 2007 | XnView 1.9.2                  |
| 3 июля 2008     | ImageJ 1.41g                  |
| 14 ноября 2008  | Imagine 1.0.4                 |
| 5 января 2010   | TweakPNG 1.4.0                |
| 1 декабря 2011  | RealWorld Paint               |
| 17 февраля 2015 | Honeyview 5.10                |

### Не поддерживают
- ПО компании Adobe (в частности, Adobe Photoshop, Premiere Pro, After Effects; требуются специальные плагины)
- Paint.NET также требует установки плагина для поддержки APNG.

## Поддержка браузерами

### Поддерживают
| Дата             | Программа/версия                                                                        |
| ---------------- | --------------------------------------------------------------------------------------- |
| 14 сентября 2007 | Opera 9.5 (пост-альфа)                                                                  |
| 12 июня 2008     | Opera 9.5 (окончательная) и Opera Mobile (не поддерживает с 15.0)                       |
| 17 июня 2008     | Mozilla Firefox 3.0 (а также другое ПО, основанное на Gecko, например, SeaMonkey)       |
| 2 июня 2014      | Safari 8.0 (а также на iOS с версии 8.1)                                                |
| 14 марта 2017    | Браузеры на основе Chromium, в том числе Google Chrome (с 59.0.3042.0) и Microsoft Edge |
| 22 июня 2017     | Opera (с 46.0)                                                                          |

### Не поддерживают
- Internet Explorer и другие браузеры на основе браузерного движка Microsoft Trident (например, Avant Browser, GreenBrowser).
- Браузеры, перешедшие на Blink с Gecko, временно не поддерживали APNG: Flock (с версии 3.0 и выше) и Epiphany (с версии 2.28 и выше). По той же причине поддержка APNG прекращена в браузере Opera начиная с версии 15.
- Браузеры на основе старых версий WebKit (Konqueror, Rekonq, Midori).

### Модули для браузеров
- Для Google Chrome есть специальное расширение для отображения APNG. APNG-анимация отображается посредством конвертирования APNG в анимированный WebP в браузере.
- Для новой (основанной на Blink) версии браузера Opera также может быть использовано упомянутое выше расширение. Его (как и другие расширения для Chrome) можно установить при помощи расширения Download Chrome Extension.
- Для Mozilla Firefox 3.x были расширения APNG Edit и Animat. Они позволяли создавать APNG.
- Существовало расширение svg2apng у Mozilla Firefox 3.x.

## Сравнение APNG и MNG
| MNG | APNG |
| --- | --- |
| Является отдельным форматом. | Надстройка формата PNG: если декодер не поддерживает APNG, он выведет изображение по умолчанию (например, первый кадр).                                                                         |
| Каждый кадр состоит из нескольких слоёв, накладывающихся друг на друга; со слоями проводятся сложные операции наподобие масштабирования и обрезки.                    | Каждый кадр только хранит отличия от предыдущего (на манер GIF). APNG разработан с целью занять «экологическую нишу» анимационного GIF и в то же время избавиться от некоторых его ограничений. |
| Сложен в реализации — объём спецификации 350 килобайт. | Прост в реализации — объём спецификации 30 килобайт. |
| Если нужно закодировать идущего человечка в 4 кадра, MNG может задействовать тот факт, что 1-й и 3-й кадры совпадают.                                                 | Не способен на такую оптимизацию. |
| Чтобы все достоинства формата проявились, требуется объектно-ориентированный редактор анимаций или интеллектуальный кодер. Без этого выигрыш перед APNG незначителен. | Формату APNG безразлична внутренняя структура кадров и способ подготовки анимации. |
| Формат слишком сложен, содержит инструкции и потенциально может быть источником уязвимостей                                                                           | Формат прост и содержит только данные |

## Чем создать APNG
Дополнения к Mozilla Firefox:
- APNG Edit
- Animat

Расширения Opera:
- Screenshoter

Программы:
- APNG Anime Maker
- JapngEditor
- VirtualDub APNG Mod
- GIF Movie Gear

Плагины APNG:
- APNG Plug-In for GIMP
- APNG Plug-In for Paint.NET

Инструменты командной строки:
- gif2apng
- apng2gif
- apngopt
- apngasm
- apngdis

Онлайн-создание APNG:
- APNGs.com
- Animizer.net - создание и редактирование APNG и GIF
- https://ezgif.com

## Факты
APNG может быть реализован и через стандартную библиотеку libpng. Для этого надо включить поддержку сторонних блоков. После чего можно сделать собственную реализацию APNG.